# Point de suture
Point de suture е седмият студиен албум на певицата Милен Фармер, издаден на 25 август 2008 година от музикалната компания Polydor Records. Първият сингъл от албума – Dégénération, излиза на 19 юни същата година в дигитален формат, а по-късно – на 18 август, на компактдиск. След него сингли стават песните Appelle mon numéro, Si j'avais au moins..., C'est dans l'air и Sextonik.

## Песни
Всички текстове са написани от Милен, а музиката – от продуцента ѝ Лоран Бутона. Единственото изключение е песента Ave Maria, чиято музика е композирана от Франц Шуберт.
| Point de suture, 2008 | Point de suture, 2008  | Point de suture, 2008                      | 53:00 |
| #                     | Заглавие на песента    | Автор(и)                                   | Време |
| 1.                    | Dégénération           | Текст: Милен Фармер. Музика: Лоран Бутона. | 5:24  |
| 2.                    | Appelle mon numéro     | Текст: Милен Фармер. Музика: Лоран Бутона. | 5:30  |
| 3.                    | Je m'ennuie            | Текст: Милен Фармер. Музика: Лоран Бутона. | 4:22  |
| 4.                    | Paradis inanimé        | Текст: Милен Фармер. Музика: Лоран Бутона. | 4:23  |
| 5.                    | Looking for My Name    | Текст: Милен Фармер. Музика: Лоран Бутона. | 4:17  |
| 6.                    | Point de suture        | Текст: Милен Фармер. Музика: Лоран Бутона. | 4:48  |
| 7.                    | Réveiller le monde     | Текст: Милен Фармер. Музика: Лоран Бутона. | 4:16  |
| 8.                    | Sextonik               | Текст: Милен Фармер. Музика: Лоран Бутона. | 4:35  |
| 9.                    | C'est dans l'air       | Текст: Милен Фармер. Музика: Лоран Бутона. | 4:29  |
| 10.                   | Si j'avais au moins... | Текст: Милен Фармер. Музика: Лоран Бутона. | 5:30  |
| 11.                   | Ave Maria              | Музика: Франц Шуберт.                      | 5:00  |